# トーマス・ワージントン
トーマス・ワージントン（Thomas Worthington、1773年7月16日 - 1827年6月20日）はアメリカ合衆国オハイオ州の民主共和党の政治家である。第6代オハイオ州知事。

## 来歴
バージニア植民地チャールズタウン（現在はウェストバージニア州）で生まれ、1796年にオハイオ州ロス郡に移った。
1799年から1803年まで準州下院議員であり、1803年、州憲法制定会議にも代表として務めた。その1803年にはオハイオ州からの初の上院議員のひとりとして選ばれ、1807年までその地位にあった。1810年12月、上院議員リターン・メグズの辞任とともに再び上院に入り、州知事選挙に当選して辞任する1814年12月まで議員を務めた。それから2年後に知事に再選されると、州都をチリコシーからコロンバスに移した。1818年での三選は狙わなかった。1821年、死去したウィリアム・トリンブル（William Trimble）の残り任期となる3期目の上院議員を目指すも、オハイオ州の現職知事であったイーサン・ブラウンに敗れ、かわりにオハイオ州下院へと戻った。
ワージントン市は彼から名づけられたものである。